# Jun-iti Nagata
Jun-iti Nagata (長田 潤一, Nagata Jun'ichi, 1925 - 6 novembre 2007) est un mathématicien japonais spécialiste de topologie générale.
Nagata a obtenu en 1956 un Ph.D. de l'université d'Osaka sous la direction de Kiiti Morita. Il est l'auteur de deux ouvrages de référence en topologie : Modern Dimension Theory et Modern General Topology. Son nom est associé au théorème de métrisabilité de Bing-Nagata-Smirnov.
Nagata fut professeur émérite à la fois à l'université d'éducation d'Osaka, où il enseigna dix ans et à l'université d'électro-communication d'Osaka (en), où il enseigna cinq ans.

## Sélection de publications
- (en) Modern Dimension Theory, Interscience Publishers, 1965
- (en) Modern General Topology (1re éd. John Wiley, 1968), Elsevier, 1985, 3e éd.  (ISBN 978-0-444-87655-3) [lire en ligne]
- (en) avec Kiiti Morita : Topics in General Topology, North-Holland, 1989  (ISBN 978-0-444-70455-9) [lire en ligne]
- (en) avec K. P. Hart et  J. E. Vaughan : Encyclopedia of General Topology, Elsevier Science, 2004  (ISBN 978-0-444-50355-8) [lire en ligne]